# Trekkinggipfel
Als Trekking-Gipfel bezeichnet man im Allgemeinen Berge und Gipfel, die im Rahmen einer mehrtägigen gebuchten Tour in Begleitung eines Bergführers bestiegen werden können.
In Nepal bezieht sich der Begriff auf Gipfel, die nur in Begleitung eines Bergführers der Nepal Mountaineering Association (NMA) bestiegen werden dürfen. Derzeit (Stand 2015) sind 33 Gipfel und Berge in der Liste der Trekking-Gipfel aufgeführt. Diese sind in zwei Kategorien („A“ und „B“) gegliedert. Jede der beiden Kategorien besitzt eine eigene Preisliste mit den festgelegten Gebühren abhängig von der Teilnehmerzahl.
In der Kategorie „A“ stehen folgende Gipfel:
| Gipfel                | Höhe in m |
| --------------------- | --------- |
| Boktoh                | 6142      |
| Chekigo               | 6257      |
| Chhukung Ri           | 5550      |
| Cholatse              | 6440      |
| Kangchung Nup (Cholo) | 6089      |
| Kangchung Shar (Abi)  | 6103      |
| Kyajo Ri (Kyozo Ri)   | 6186      |
| Langshisha Ri         | 6427      |
| Larkya Peak           | 6010      |
| Lobuche (Westgipfel)  | 6145      |
| Nirekha               | 6169      |
| Ombigaichen           | 6340      |
| Pharilapcha           | 6017      |
| Yala Peak             | 5732      |
| Yubra Himal           | 6035      |

In der Kategorie „B“ stehen folgende Gipfel:
| Gipfel                      | Höhe in m |
| --------------------------- | --------- |
| Chulu (äußerer Ostgipfel)   | 6038      |
| Chulu (Ostgipfel)           | 6429      |
| Chulu (Mittelgipfel)        | 6584      |
| Chulu (Westgipfel)          | 6419      |
| Hiunchuli                   | 6441      |
| Imja Tse (Island Peak)      | 6189      |
| Kongma Tse (Mehra Peak)     | 5849      |
| Kongde Ri                   | 6187      |
| Kusum Kanguru               | 6367      |
| Lobuche (Ostgipfel)         | 6119      |
| Mardi Himal                 | 5587      |
| Mera Peak                   | 6476      |
| Naya Kanga (Ganja La Chuli) | 5846      |
| Paldor                      | 5896      |
| Parchamo                    | 6273      |
| Pisang                      | 6091      |
| Pokalde                     | 5806      |
| Ramdung Go                  | 5925      |
| Singu Chuli (Fluted Peak)   | 6501      |
| Tharpu Chuli (Tent Peak)    | 5663      |